# Lex metalli Vipascensis
Die Lex metalli Vipascensis (auch: Vipasca-Tafeln) war eine behördlich verfügte Bergwerksordnung für die von den Römern in der hispanischen Region um Vipasca (heute das portugiesische Aljustrel) betriebenen Goldminen aus der Regierungszeit des Kaisers Hadrian (117–138 n. Chr.). Theodor Mommsen klassifizierte die lex als Kolonie- bzw. Munizipialgesetz. Die Tafeln stellen eine wichtige Quelle für die Kenntnis des römischen Rechts auf der Iberischen Halbinsel dar. Von den ehemals mindestens vier Tafeln sind nur Fragmente erhalten.
Die lex – so wurden auch außergesetzliche Festlegungen zwischen Behörde und Privatparteien mit Vertragscharakter bezeichnet – war eine auf zwei erhaltenen Bronzetafeln inschriftlich festgehaltene Verordnung zu den Statuten des Vergaberechts von Schürflizenzen und den Tarifen für die Exploitation der Mine. Vergabeberechtigt an die Bergleute (conductores) war der fiscus. Er legte auch die sonstigen Modalitäten fest. Dem conductor wurden dabei erhebliche monopolistische (Bann-)Rechte eingeräumt. Die beiden 1876 und 1906 aufgespürten Tafeln zeigen auf, dass das Regelwerk in neun Kapitel unterteilt war, von denen zwei das Bergwesen selbst, die restlichen die Gewerbezweige, Technik und Sicherheitsmaßnahmen zum und um den Bergwerksbetrieb herum thematisieren.  
Die Tafeln gehören zu den leges dictae, Gesetzen, die aufgrund der Ermächtigung Roms erlassen werden. Vorläufer des Gesetzes war die lex metallis dicta, erlassen für die nördlicher gelegene Provinz Lusitanien, die den Erwerb von Minenschächten durch Besitzergreifung beziehungsweise Ersitzung (occupatio) behandelte und Regeln sowie allgemeine Vorschriften für Bergwerke aufstellte, die bei Zuwiderhandlungen zu empfindlichen Strafen führen konnten. Herangezogen wurden die beiden Bestimmungen vornehmlich bei der Verfahrensermittlung für Versteigerungen.